# Palacio Valentini
El Palazzo Valentini o Palazzo Imperiali es un palacio situado en el centro de Roma, Italia, a poca distancia de la Piazza Venezia. Desde 1873 es la sede de la Provincia de Roma y la prefectura.

## Historia
La construcción del edificio se debe al cardenal Michele Bonelli, nieto del papa Pío V, quien en 1585 compró a Giacomo Boncompagni un palacio preexistente situado en el extremo de la entonces llamada Piazza dei Santi Apostoli. Actualmente el palacio está separado de la plaza por la Via Quattro Novembre, abierta posteriormente para comunicar la nueva Via Nazionale con la Piazza Venezia. El cardenal también era propietario de gran parte de la zona que se extendía, detrás del palacio, sobre los restos de los foros romanos de Trajano y de Augusto, denominada "Pantano" porque se inundaba a menudo. En los mismos años el barrio construido sobre los restos del Foro Romano fue sujeto a una elevación general del terreno y a una remodelación urbanística con la creación de un barrio, llamado "Alessandrino" en honor al cardenal, apodado "cardinale alessandrino" por ser originario de Bosco Marengo, municipio de la Provincia de Alessandria. El barrio sería destruido posteriormente en los años veinte y treinta para la apertura de la Via dei Fori Imperiali.
La configuración del palacio, de planta trapezodial, fue definido por el fraile Domenico Paganelli. Gracias a las grandes inversiones del cardenal se completó rápidamente el palacio y tres años después ya lo habitaba el cardenal. En el siglo XVII fue sometido a una serie de labores de remodelación y ampliación, realizadas por encargo del cardenal Carlo Bonelli y Michele Ferdinando Bonelli.
El palacio fue demolido parcialmente y reconstruido por Francesco Peparelli para su nuevo propietario, el cardenal Giuseppe Renato Imperiali, quien instaló allí una importante biblioteca familiar (la biblioteca "Imperiali"), compuesta por unos 24 000 volúmenes.
A principios del siglo XVIII, el palacio fue alquilado a varios personajes relevantes, entre ellos el marqués Francesco Maria Ruspoli, que habitó allí entre 1705 y 1713, lo hizo sede de un teatro privado y hospedó a ilustres músicos del tiempo como Georg Friedrich Händel, Alessandro Scarlatti y Arcangelo Corelli. En 1707 se estrenó Armida abbandonata de Händel con Margherita Durastanti y el violonchelista Pietro Castrucci y en 1708, La Resurrezione de Händel dirigida por Arcangelo Corelli con Durastanti.
Todo el edificio fue comprado posteriormente por el cardenal Giuseppe Spinelli en 1752, que hizo decorar la primera planta y remodelar en la planta baja la rica Biblioteca Imperiali, destinada a uso público y frecuentada por Johann Joachim Winckelmann.
En 1827 el banquero y cónsul general prusiano Vincenzo Valentini compró el palacio, estableció allí su residencia y le dio su nombre. El banquero amplió y embelleció el palacio con grandes gastos, el banquero colocó allí su colección de cuadros e incrementó la vasta colección de libros y hallazgos arqueológicos. La finalización de las obras en el lado posterior del palacio, hacia la Columna de Trajano, fue confiada a los arquitectos Filippo Navone y Giovanni Battista Benedetti.
El hijo de Vincenzo, Gioacchino Valentini, encargó entre 1861 y 1865 la construcción de otras dos ampliaciones hacia el lado izquierdo, a lo largo de la Via di Sant'Eufemia, proyectados por el arquitecto Luigi Gabet.
La diputación provincial de Roma compró el palacio en 1873 para establecer allí su sede, encargando también al arquitecto Gabet completar el lado derecho, en la Via de’ Fornari, a la altura del Vicolo di San Bernardo.

## Descripción
La estructura actual del palacio se caracteriza por su gran portal, flanqueado por tres ventanas a cada lado, con dinteles y barandillas; el portal es delimitado por dos columnas de travertino, que sostienen un gran balcón con barandilla. La gran cornisa, bajo la cual hay pequeñas ventanas separadas por ménsulas, está rodeada por una barandilla; el patio interior tiene pórticos de dos órdenes, con cinco arcadas en los lados cortos y nueve en los largos, divididas por lesenas dóricas y rico en estatuas antiguas.
También forman parte del patrimonio artístico del Palazzo Valentini la estatua de Ulises de Ugo Attardi, junto a las obras que representan a Eneas, Anquises y Europa, realizadas por Sandro Chia con ocasión del 135.º aniversario de la administración provincial de Roma y colocadas actualmente en la entrada.

## Restos arqueológicos
Las excavaciones efectuadas recientemente en las bodegas del palacio han descubierto, a unos 7 m del nivel de la calle, una pequeña instalación termal, que probablemente formaba parte de un complejo residencial contiguo, que salió a la luz en 1902 durante los sondeos para la construcción del Palazzo delle Assicurazioni di Venezia. Sin embargo, no se han encontrado restos del monumental Templo de Trajano, pese a que se ha pensado tradicionalmente que estaba situado en ese lugar.